# Bnei Yehuda Tel Aviv
El FC Bnei Yehuda Tel Aviv (en hebreo: מועדון כדורגל בני יהודה תל אביב‎) es el club de fútbol israelí del Tikvah Quarter (en hebreo: שכונת התקוה‎, Shkhunat HaTikva), el barrio más famoso de Tel Aviv. El club fue fundado en enero de 1936 en el sur de Tel Aviv por Nathan Sulami y sus amigos.

## Historia
Desde que alcanzó la Liga Leumit (entonces 1.ª división) en 1959 el club ha pasado gran parte de su historia en la máxima categoría del fútbol israelí. Sin embargo, siempre a la sombra de los dos grandes de Tel Aviv, el Maccabi Tel Aviv y el Hapoel Tel Aviv.
En 1968 el club ganó el primer título de su historia, la Copa. La década de los 80' sería la más gloriosa, en 1981 ganaron su segunda copa, bajo el mando del legendario Shlomo Sharf, pero sin duda su logro de más importancia fue la consecución de la Liga en la 1989-90. El equipo entonces estaba dirigido desde los banquillos por Giora Shpigel y Rami Levi, y liderados en el terreno de juego por Moshe Sinai.
Durante los primeros años de la década de los 90' el club se mantuvo en la élite, pero no fue capaz de revalidar el título liguero. El equipo conformado por el "Aeroplano" Alon Mizrahi, Haim Revivo y el ucraniano Nikolai Kodritzki, está considerado como uno de los equipos más y mejor ofensivos que ha habido en Israel.
Pero el club se tiñó de luto un 16 de marzo de 1994, Kodritzki falleció en un accidente de coche mientras regresaba de ver un amistoso entre Israel y Ucrania. A partir de ahí el equipo sufrió una crisis de la que se fue recuperando en años posteriores aunque normalmente coqueteando con el descenso.
Con la entrada del 2000 llegó el descenso, el equipo seguía sufriendo mucho para mantener la categoría y acabaría descendiendo a la Liga Leumit, en la que sólo estuvo un año. Tras regresar las cosas cambiaron, incluso desde los altos cargos, donde el nuevo dueño, Hezi Magen, cambió la cara al equip, y dirigidos por el joven Nitzan Shirazi el club dejó de pelear por el descenso para pelear por Europa.
Entre las actuales estrellas del equipo, cabe destacar sobre todo a Vincent Enyeama, portero de la selección nigeriana con experiencia en Mundiales. También conforman la columna vertebral los centrocampistas ex Maccabi Eli Biton y Reuven Oved, el ariete croata Mate Baturina, el ex Beitar Moshe Biton y el nativo Assi Baldut.

## Afición y estadio
El club es muy conocido por su fanática hinchada, más ruidosos que equipos con más afluencia en cuanto a afición como pueden ser el Maccabi Tel Aviv o el Beitar Jerusalem, con quienes mantiene una profunda enemistad en los últimos años.
Durante casi toda su historia el equipo ha jugado en el HaTikva Neighborhood Stadium en el barrio Tikva Quarter de Tel Aviv, pero a partir de la campaña 2004/05, el equipo se cambió de hogar y pasó a compartir el Bloomfield Stadium con el Maccabi y el Hapoel. En el HaTikva stadium se siguen llevando a cabo entrenamientos.

## Palmarés

### Torneos nacionales
- Liga Premier de Israel (1): 1989/90
- Copa de Israel (4): 1968, 1981, 2017, 2019
- Copa Toto (2): 1992, 1997.
- Liga Leumit (5): 1958/59, 1972/73, 1977/78, 1984/85, 2014/15
- Liga Alef (1): 1956/67

## Participación en competiciones de la UEFA
| Temporada | Torneo             | Ronda             | Club                   | Casa | Visita | Global |
| --------- | ------------------ | ----------------- | ---------------------- | ---- | ------ | ------ |
| 2006–07   | UEFA Cup           | 2ª Clasificatoria | Lokomotiv Sofia        | 0–2  | 0–4    | 0–6    |
| 2009–10   | UEFA Europa League | 1ª Clasificatoria | Simurq PFC             | 3–0  | 1–0    | 4–0    |
| 2009–10   | UEFA Europa League | 2ª Clasificatoria | Dinaburg Daugavpils    | 4–0  | 1–0    | 5–0    |
| 2009–10   | UEFA Europa League | 3ª Clasificatoria | Paços de Ferreira      | 1–0  | 1–0    | 2–0    |
| 2009–10   | UEFA Europa League | Play-off          | PSV                    | 0–1  | 0–1    | 0–2    |
| 2010–11   | UEFA Europa League | 1ª Clasificatoria | Ulisses                | 1–0  | 0–0    | 1–0    |
| 2010–11   | UEFA Europa League | 2ª Clasificatoria | Shamrock Rovers FC     | 0–1  | 1–1    | 1–2    |
| 2011–12   | UEFA Europa League | 2ª Clasificatoria | UE Sant Julià          | 2–0  | 2–0    | 4–0    |
| 2011–12   | UEFA Europa League | 3ª Clasificatoria | Helsingborgs IF        | 1–0  | 0–3    | 1–3    |
| 2012–13   | UEFA Europa League | 2ª Clasificatoria | Shirak                 | 2–0  | 1–0    | 3–0    |
| 2012–13   | UEFA Europa League | 3ª Clasificatoria | PAOK                   | 0–2  | 1–4    | 1–6    |
| 2017–18   | UEFA Europa League | 2ª Clasificatoria | Trenčín                | 2–0  | 1–1    | 3–1    |
| 2017–18   | UEFA Europa League | 3ª Clasificatoria | Zenit Saint Petersburg | 0–2  | 1–0    | 1–2    |
| 2019–20   | UEFA Europa League | 3ª Clasificatoria | Neftchi Baku           | 2–1  | 2–2    | 4–3    |
| 2019–20   | UEFA Europa League | Play-Off          | Malmö                  | 0–1  | 0–3    | 0–4    |